# Konrad von Würzburg
Konrad von Würzburg (n. între 1220 și 1230 - d. 31 august 1287) a fost un scriitor german, cel mai însemnat poet din această regiune din a doua jumătate a secolului al XIII-lea.
Prin stilul înflorit și metrica complicată, poate fi considerat continuatorul lui Gottfried von Strassburg.

## Scrieri
Poemele alegorice în versuri Herzmaere ("Povestea inimii"), Der Welt Lohn ("Răsplata lumii"), Otte mit dem Barte ("Otto bărbosul") ilustrează modelul povestirii epice postcurtenești, unde se remarcă grija pentru detaliu și episodic.
Eposurile de mari dimensiuni Partonopier und Meliur ("Partonopier și Meliur"), Der Trojanerkrieg ("Războiul troian") sunt inspirate din izvoarele antice și franceze.
Legendele despre sfinții Alexius, Silvester și Pantaleon (c. 1275) s-au bucurat de o mare audiență în lumea medievală.